# زن با کلاه و یقه خز
زن با کلاه و یقه خز  (انگلیسی: Woman in Hat and Fur Collar) یا ماری-ترز دسکرو والتر یک تابلوی نقاشی پابلو پیکاسو است که در موزه ملی هنر کاتالونیا (Museu Nacional d'art de Catalunya) در بارسلونا، اسپانیا به نمایش گذاشته شده است.

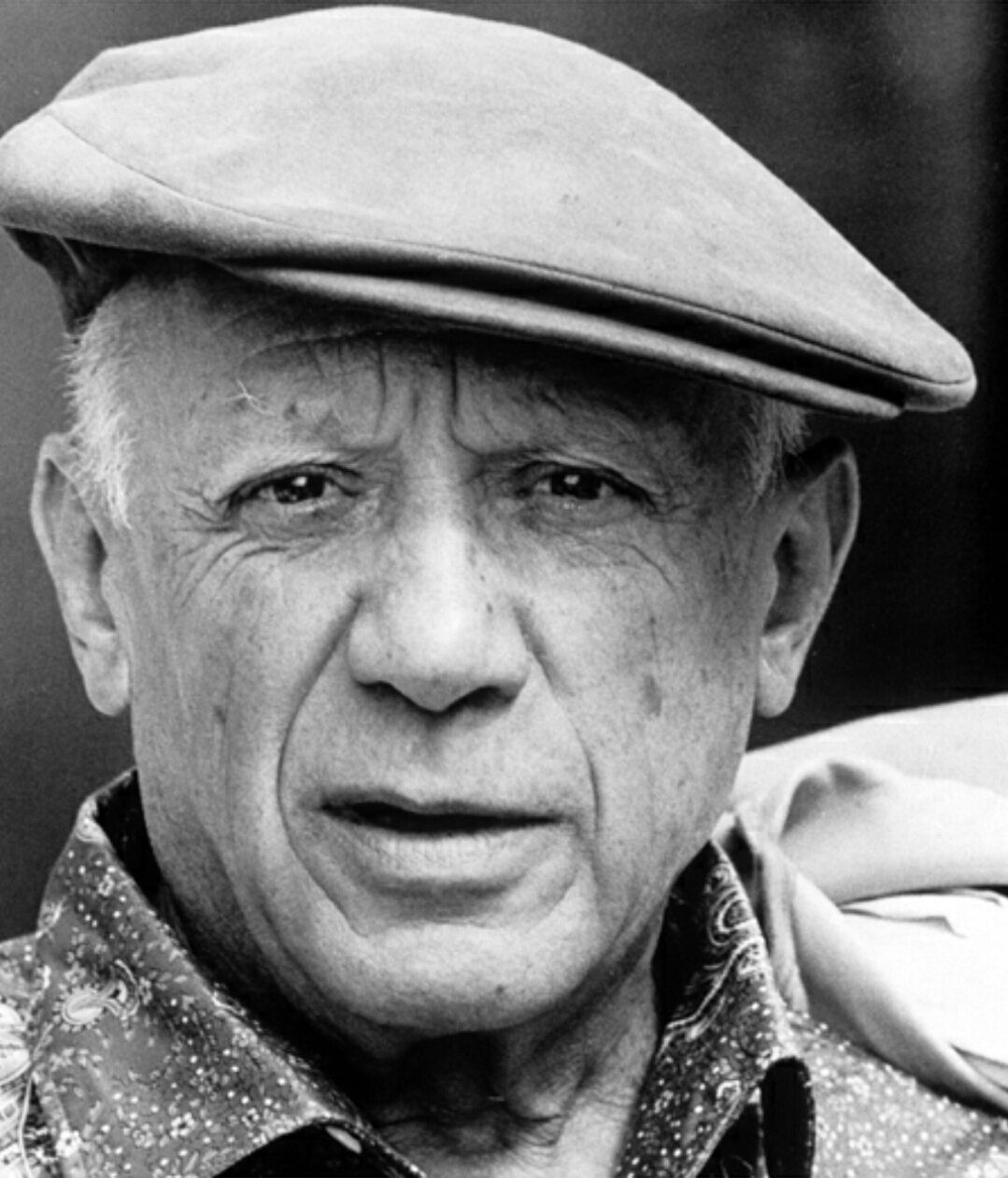
پابلو پیکاسو در سال ۱۹۶۲

## تاریخچه
این نقاشی در پاریس در سال ۱۹۳۷ کشیده شده و یکی از پرتره‌های متعددی است که پیکاسو از ماری-ترز دسکرو والتر، معشوق خود بین سال‌های ۱۹۲۷ و ۱۹۳۵ و مادر دخترش مایا، کشیده است.